# Resident Evil: The Mercenaries 3D
Resident Evil: The Mercenaries 3D é o terceiro jogo da série lançado para Nintendo 3DS. Focado na ação do modo Mercenários, não visto desde Resident Evil 3: Nemesis, o título fazia parte da celebração de 15 anos da franquia. Anunciado em setembro de 2010 em uma conferência da Nintendo, The Mercenaries 3D tira proveito das características únicas do Nintendo 3DS, apresentando pela primeira vez imagens na terceira dimensão.
A canção tema do jogo é "Alone", da banda japonesa Kuroyume.

## Recepção
Antes do lançamento do jogo, houve muita confusão em volta do personagem Leon S. Kennedy, porque ele não era jogável. Numa entrevista, o produtor Masachika Kawata explicou, brincando, que a ausência de Leon, seria devido à sua aparência nos próximos jogos, porém, ele revelou que futuramente Leon (e outros personagens) estariam disponíveis para download.
O jogo revelou uma controvérsia inicial após o lançamento, quando descobriu-se que os dados salvos do progresso não poderiam ser apagados. Isto implicava que a Capcom estava tentando conter o mercado de usados do game. Embora o vice-presidente da Capcom, Christian Svensson, disesse que este recurso não era uma decisão de negócios, ele afirmou que um recurso semelhante, provavelmente, não seria implementado nos jogos futuros, por causa da controvérsia que gerou. Até hoje, o jogo recebeu críticas positivas misturadas com a opinião dos críticos. O site NGamer escreveu a primeira revisão e deu ao jogo uma pontuação de 82%. O site Tech Digest lhe deu uma pontuação de 05/05, dizendo: "As poucas melhorias da jogabilidade sobre as primeiras versões e os gráficos magníficos fazem deste jogo, o segundo melhor título do Nintendo 3DS em muitas semanas". O site IGN deu uma nota menos positiva de 6.5, afirmando que "enquanto o jogo é agradável, não há um conteúdo suficiente e que ele foi concebido para ser um extra, e não um lançamento no varejo". O site Game Informer foi muito positivo em sua revisão, dando ao jogo uma nota 08/10 e chegou à afirmar, embora existam algumas falhas, que "é a experiência com o console portátil mais emocionante que nós já tivemos". O site Destructoid deu ao título a nota 06/10, afirmando que "não há diversão para ser tido como divertido, sendo muito caro para algo como isto". A revista Joystiq deu a nota de 2,5/5 estrelas, afirmando que o jogo "poderia ter sido um título multijogador perfeito e viciante, baseado em missões, para um console portátil, porém, com o seu conteúdo limitado e o combate rápido e cansativo, The Mercenaries 3D acaba sendo pouco mais do que uma completa prova do conceito com preços. A revista Nintendo World Report deu ao jogo uma nota 09/10, afirmando que "se você está procurando um console portátil otimizado e um jogo de uma pontuação alta e intensa, centrada em torno de matar zumbis como inimigos, esse game é perfeito".
No dia 23 de janeiro de 2013, muitos fãs perguntaram se Resident Evil: The Mercenaries 3D também ganharia um relançamento e o vice-presidente da Capcom, afirmou que iria discutir sobre o assunto ainda na próxima semana.